# Salomonöarnas herrlandslag i fotboll
Salomonöarnas herrlandslag i fotboll representerar Salomonöarna i fotboll på herrsidan. Laget spelade sin första landskamp borta mot Nya Hebriderna (senare Vanuatu) i Fiji den 30 augusti 1963, och vann med 6-3 under Stillahavsspelen. 